# Wettinia disticha
Wettinia disticha é uma espécie de angiosperma na família Arecaceae. É encontra apenas na Colômbia. Seu habitat natural é o subtropical.